# Fort Atkinson
Pour les articles homonymes, voir Fort Atkinson (homonymie).
Fort Atkinson est une ville du comté de Jefferson, dans l’État du Wisconsin, aux États-Unis.